# Avdrift (ballistik)
Avdrift inom ballistiken är beteckningen för projektilens rörelse i sida i förhållande till utgångsriktningen. Avdriften beror på flera olika krafter, som delvis motverkar varandra. Vid skjutavstånd på några hundra meter behöver man i praktiken bara ta hänsyn till vindavdriften.

## Vindavdrift
Den kraft som oftast har den största inverkan är sidkraften från vinden. Vinden ger större inverkan på en lätt och långsam projektil än på en tung och snabb, och projektilens form har viss betydelse. Även längsvinden ger en viss effekt som man dock kan bortse från när man skjuter med direktriktade vapen.
Sidvinden accelererar projektilen i sida och sidhastigheten ökar så länge det finns sidvind i banan. Det medför att vindavdriften vid en viss vind är ungefär proportionell mot kvadraten på tiden till målet. För en gevärskula ger 5 m/s rak sidvind en vindavdrift på cirka 2-3 dm på 300 meter skjutavstånd.
Vinden på hög höjd kan skilja sig mycket från vinden på marken, både vad gäller styrka och riktning. För gevärsskytte har det ingen betydelse, men för artilleri och granatkastare måste beräkningarna ta hänsyn till höjdvindarna. I moderna skjutelementsberäknare matar operatören in vindarnas styrka och riktning på några utvalda höjder, varefter utrustningen beräknar den totala påverkan av längd- och sidvind. För äldre utrustningar och för manuella beräkningar måste operatören först beräkna den så kallade ballistiska vinden. Ballistisk vind är ett vägt medelvärde av vindarnas styrka och riktning på olika höjder som tar hänsyn till att projektilen befinner sig olika lång tid i de olika luftlagren. Den ballistiska vinden beräknas för ett antal olika skjutavstånd eftersom projektilens högsta höjd i banan varierar beroende på skjutavståndet.

## Avdrift hos roterande projektiler

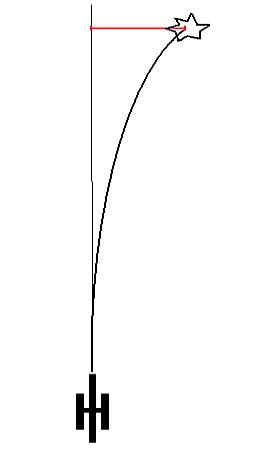
Avdriften är oftast åt höger

I militära sammanhang betecknar avdrift ofta den sammansatta verkan av magnuseffekten, poissoneffekten och effekten av snedställning i banan. Den avdrift som står i skjuttabeller är den som beror på dessa effekter. De är till skillnad från vindavdriften oberoende av skjutriktning och vindförhållanden. 
Kanoner och gevärskalibriga vapen har en spiralvriden räffling i loppet som ger projektilen en rotation. Loppet är oftast högerräfflat, vilket betyder att projektilen roterar medurs sett bakifrån. På grund av gyroeffekten följer projektilens längdriktning ungefär projektilbanans tangentriktning efterhand som banan kröker sig. Följsamheten är inte perfekt, utan projektilens längdaxel svajar (precesserar) runt projektilbanan. Eftersom projektilbanan kröker sig anpassar sig projektilen till banan med en viss fördröjning. Den kombinerade effekten av gyroverkan och projektilbanans krökning medför att projektilens spets den mesta tiden pekar uppåt och åt höger i förhållande till banan (sett bakifrån). 
Därför träffas projektilen av en luftström underifrån och från vänster i förhållande till projektilens längdriktning. Luftströmmen från vänster ger en kraft åt höger. Luftströmmen underifrån ger en kraft åt motsatt håll, åt vänster på grund av magnuseffekten, samma effekt som verkar på en skruvad fotboll. I de flesta fall ger snedställningen den största kraften så att avdriften sker åt höger. Även poissoneffekten, att projektilen "rullar" på den något tätare luften på undersidan, ger en mycket svag avdrift åt höger. Vid höga utgångsvinklar (över ca 75 °) överväger dock magnuseffekten.

## Corioliseffekten
Corioliseffekten beror på att Jorden roterar medan projektilen befinner sig i banan. Avdriftens storlek och riktning varierar både med breddgraden och med skjutriktningen.
Om en projektil skjuts åt öster, i samma riktning som Jorden roterar,  kommer horisontalplanet på grund av jordrotationen att sänka sig sett från projektilen. Skjutningen sker därför i "nerförsbacke" och skottvidden blir längre, det vill säga en avvikelse åt öster. Om en projektil skjuts i västlig riktning blir skottvidden kortare, alltså även då en avvikelse åt öster. Denna effekt kallas rotationsverkan och är starkast vid skjutning i rakt östlig eller västlig riktning.
En annan effekt beror på det som kallas skjutplanets vridning. Den kommer av att projektilen när den väl är avfyrad följer en bana som är oberoende av jordens krökning. Vapnet roterar däremot med jorden och följer därvid en krökt bana. Projektilen kommer då i förhållande till vapnet att avvika åt höger på norra halvklotet och åt vänster på det södra. Avvikelsen är störst vid polerna och noll vid ekvatorn.